# Émile Bertone
Pour les personnes ayant le même patronyme, voir Bertone.

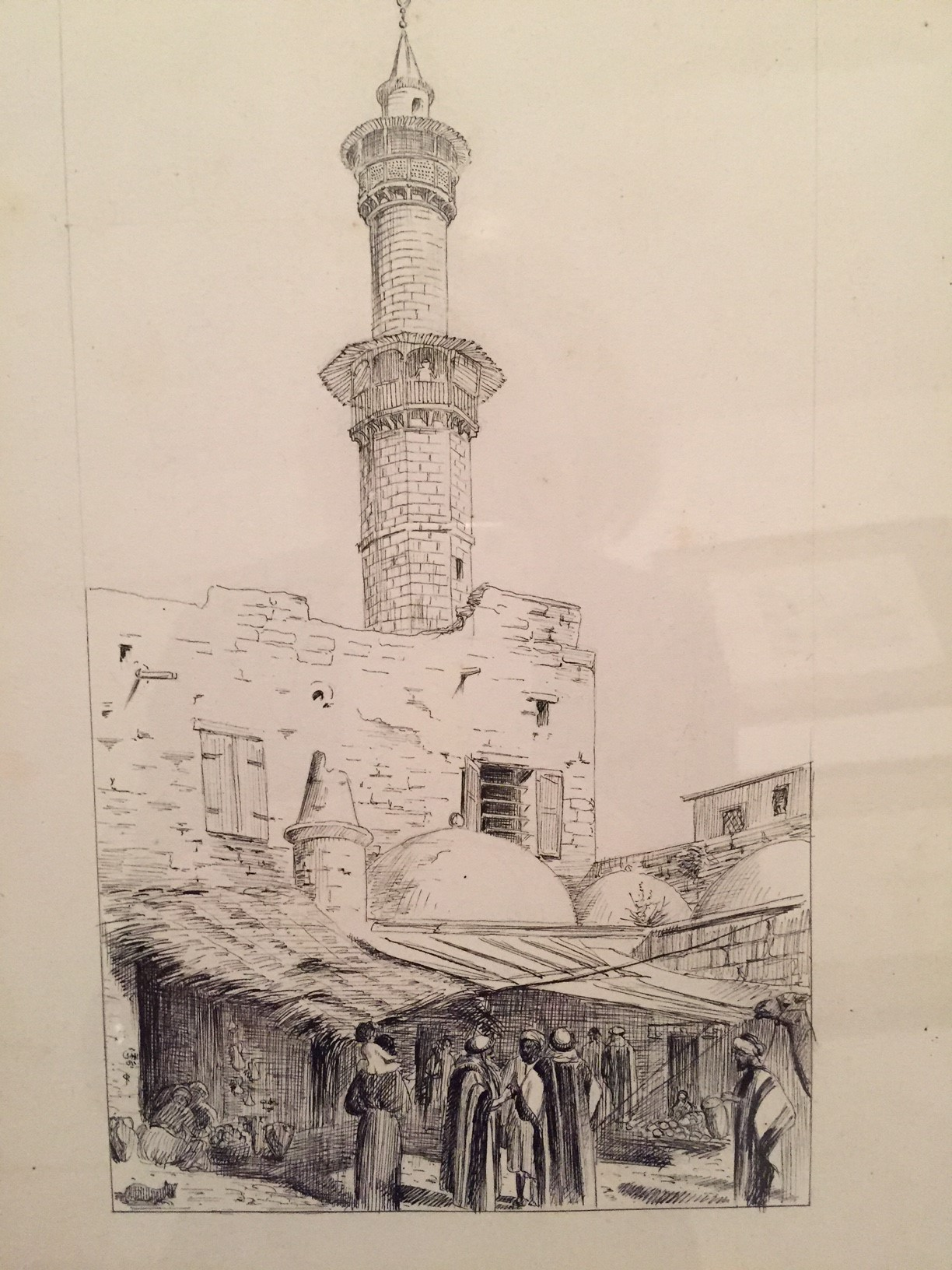

Émile Pierre Bertone (1867-1931) est un architecte français.

## Biographie
Emile Pierre Bertone est né à Paris (1er) le 18 décembre 1867 fils de Tommaso Bertone glacier 108 Rue de Rivoli et de Elsa Faugoin.
Entré à l'École nationale supérieure des beaux-arts en 1884 élève de Léon Ginain,en 1890 il obtient le prix Achille Leclère (arène pour les courses de taureaux) et en 1892 il est lauréat du Grand Prix de Rome, pour sa conception d'un « Musée d’artillerie », exercice imposé par le programme.
Il est Pensionnaire de la Villa Médicis à Rome de 1893 à 1896.
Parti depuis un mois en Italie, il envoie à partir de janvier 1893 des "notes de voyage, dessins, croquis, vues". Le rédacteur en chef du Moniteur, Stanislas Ferrand, écrit : « Nous avons la bonne fortune d’annoncer la collaboration d’un jeune et déjà grand artiste, M. Emile Bertone, architecte, grand prix de Rome cette année ». Dans les archives du Moniteur on trouve la liste : Le Colisée, 21 mai, Le Forum, 4 juin, Voie appienne, 18 juin, Cori, 2 juillet (temple d’Hercule), Fontaine de Trévi, 16 juillet ; Ostia, 6 août, Crypte Ste Cécile, 13 août, Tusculum, 3 sept, Frascati fontaine, 17 septembre, Rocca di Rapa, fête de la Madone au Carrefour de la route où se trouve une chapelle de la vierge, 1er octobre, Villa Medicis, 5 octobre, Palestrina, Rome la fête des morts, La Ste Cécile, 10 décembre. Ses dessins originaux sont aujourd'hui détenus par un collectionneur privé.
 Alors qu'il est pensionnaire de la villa Médicis , il fait une demande de subvention pour un voyage d'étude à Palmyre en Syrie et en ramène une étude sur les inscriptions palmyriennes. il est accompagné d'un jeune photographe Vizzavonaet du peintre syrien Mourani
À l'exposition universelle de Paris en 1900, il est l'auteur des plans du panorama du Congo (panorama de la mission Marchand),.
Le 1er janvier 1905 il est nommé officier de l'instruction publique en tant qu'inspecteur de l'enseignement du dessin et des musées à Paris
En 1913 nommé chevalier de la légion d'honneur, il est à cette époque architecte en chef des bâtiments civils et des palais nationaux
Il meurt à Antibes le 6 mars 1931 , il est alors l'architecte en chef du gouvernement.

## Travaux principaux
Pour la Société de géographie, agrandissement en 1905
« Au début du XXe siècle, les locaux, beaucoup plus grands cependant que ceux dont la Société disposait rue Christine, se révélèrent insuffisants pour abriter la bibliothèque de plus en plus importante. On reprit, pour le rejeter, un projet de galerie autour de la grande salle de conférences déjà envisagé par l'architecte Leudière en 1878 ; et on confia à l'architecte Emile Bertone la réalisation d'une extension par la construction d'une salle au-dessus de la grande salle de conférences du rez-de-chaussée. Cette salle couvrit 216 m². La réalisation a été particulièrement originale. Deux poutres métalliques d'environ 16 mètres furent lancées parallèlement à la façade de l'immeuble, prenant appui sur les murs mitoyens et bénéficiant des seuls appuis intermédiaires constitués par les deux colonnes situées de part et d'autre de l'estrade de la grande salle ; la bibliothèque est donc tout entière "suspendue" à cette structure par des poinçons métalliques évoquant les flèches pendantes qui soutiennent en leur milieu les entraits des charpentes de bois de tant de nefs d'églises romanes. Mais ces poinçons sont enfermés dans des colonnes carrées creuses permettant la ventilation de la salle de conférences, et ils n'ont de poteaux porteurs que l'apparence. En 1905,  tous les records de vitesse ont été battus : quelques mois ont suffi à M. Bertone pour réaliser structure et aménagement en concevant, au surplus, quatre radiateurs "quart de rond" aux motifs Renaissance très originaux »(Dictionnaire des architectes. Paris 1923)
Projet d’une nouvelle façade pour le Palais de l'Institut de France, 1914.
« Cet édifice devait être adossé à la Coupole et constituer, sur l’arrière du Palais Mazarin, une façade majestueuse pour l’Institut de France, ornée des symboles des cinq académies. Il découlait d’un projet de la Ville de Paris de prolonger la rue de Rennes depuis la place Saint-Germain-des-Prés jusqu’au quai de Conti. Le tracé de la nouvelle rue passait par la salle des séances de l’Institut et devait couper les ailes Le Vau et Le Bas. En compensation des surfaces perdues, on offrait à l’Institut un édifice neuf, orienté au midi, mais que l’Institut jugea trop petit. La Guerre de 14-18 mit fin à l’ambitieux projet d’urbanisme et le plan de Bertone, réalisé à ses frais, demeura dans ses cartons. »(Dictionnaire des architectes. Paris 1923)

## Sources bibliographiques
- Dictionnaire des architectes, Paris, 1923.